# ‘Ubada ibn al-Samit
‘Ubada ibn al-Samit (arabe : عُبَادَة بن الصَّامِت, ‘Ubādah ibn al-Ṣāmit) est un compagnon du prophète Muhammad. C'est un membre important de la tribu médinoise des Banu Khazraj et il est connu principalement pour son rôle militaire important dans les conquêtes islamiques ainsi que pour sa transmission de nombreux hadiths, en particulier dans les domaines de la guerre et des successions.

## Biographie
Selon la tradition islamique, Ubada ibn al-Samit est né à Médine 38 ans avant l'hégire, en 583 de l'ère chrétienne. C'est le fils d'al-Samit ibn Qays ibn Asram et il a un frère, Aws. ‘Ubada est noir de peau et il est décrit comme particulièrement beau et doté d'une grande force physique.
Il fait partie des premiers Médinois convertis à l'Islam avant l'Hégire. Il participe au premier et au second serments d'allégeance à Muhammad à Aqaba. Après l'Hégire, il participe à toutes les batailles contre les Mecquois. Sous le califat de ‘Umar ibn al-Khattab, il quitte l'Arabie pour participer aux conquêtes, d'abord en Syrie, puis en Égypte et à Chypre.

## Carrière militaire
Il participe à de nombreuses batailles et campagnes militaires dès les premiers temps de l'Islam, notamment la bataille de Badr, la bataille d'Uhud et la conquête de La Mecque. Selon Tabari une de ses premières responsabilités à Médine est l'expulsion de la tribu juive des Banu Qaynuqa lors de la deuxième année après l'Hégire. En 627, aux côtés de Sa‘ad Ibn ‘Ubada, il dirige des troupes pour la première fois lors d'un raid contre la tribu des Banu Mustaliq.
Lors de la conquête de la Syrie après avoir quitté Homs, où selon al-Baladhuri, il aurait exercé la fonction de cadi), il dirige le siège de Lattaquié qu'il remporte et y fait construire une mosquée. En 640, il est envoyé en Égypte par le calife ‘Umar avec 4 000 hommes pour renforcer les troupes de ‘Amr ibn al-As lors du siège de la forteresse de Babylone. Il assiste ensuite 'Amr pour le reste de la conquête du pays.
‘Ubada ibn al-Samit est ensuite renvoyé en Syrie sous le califat de ‘Uthman ibn ‘Affan pour participer à la première conquête de Chypre en 648. Cette opération est dirigée par Mu‘awiya et plusieurs autres compagnons du Prophète y prennent part (Abu Dharr, Abu Ayyub al-Ansari, Miqdad ibn al-Aswad). La conquête de l'île se déroule en plusieurs offensives de 648 à 650, ce qui est confirmé par des inscriptions épigraphiques grecques sur l'île. À près de 70 ans, il participe ensuite à une seconde opération commandée une fois encore par Mu‘awiya à la suite d'une rébellion de l'île en 652.

## Transmission du savoir religieux
‘Ubada est présenté dans la tradition islamique comme un savant spécialiste du Coran et un des premiers exégètes. Par exemple, Tabari rapporte que lorsqu'il fut interrogé sur la sourate du Butin, il répondit : 

« Cela a été révélé à notre sujet, les participants à la bataille de Badr, lorsque nous n'étions pas d'accord sur le butin et que nous en sommes devenus très désagréables. Dieu l'a enlevé de nos mains et l'a remis à son Messager, et le Messager de Dieu l'a partagé également entre les musulmans. En cela, nous pouvons voir la crainte de Dieu, l'obéissance à Son messager et le règlement des différends. »

 Il rapporte par ailleurs un grand nombre de hadiths relatifs aux lois de la guerre, en particulier en ce qui concerne le partage des prises de guerres (ghanima) et du butin. En raison de son savoir dans le domaine, il est notamment choisi par Mu‘awiya pour s'occuper de cette tâche après la conquête de Chypre.

## Mort et sépulture

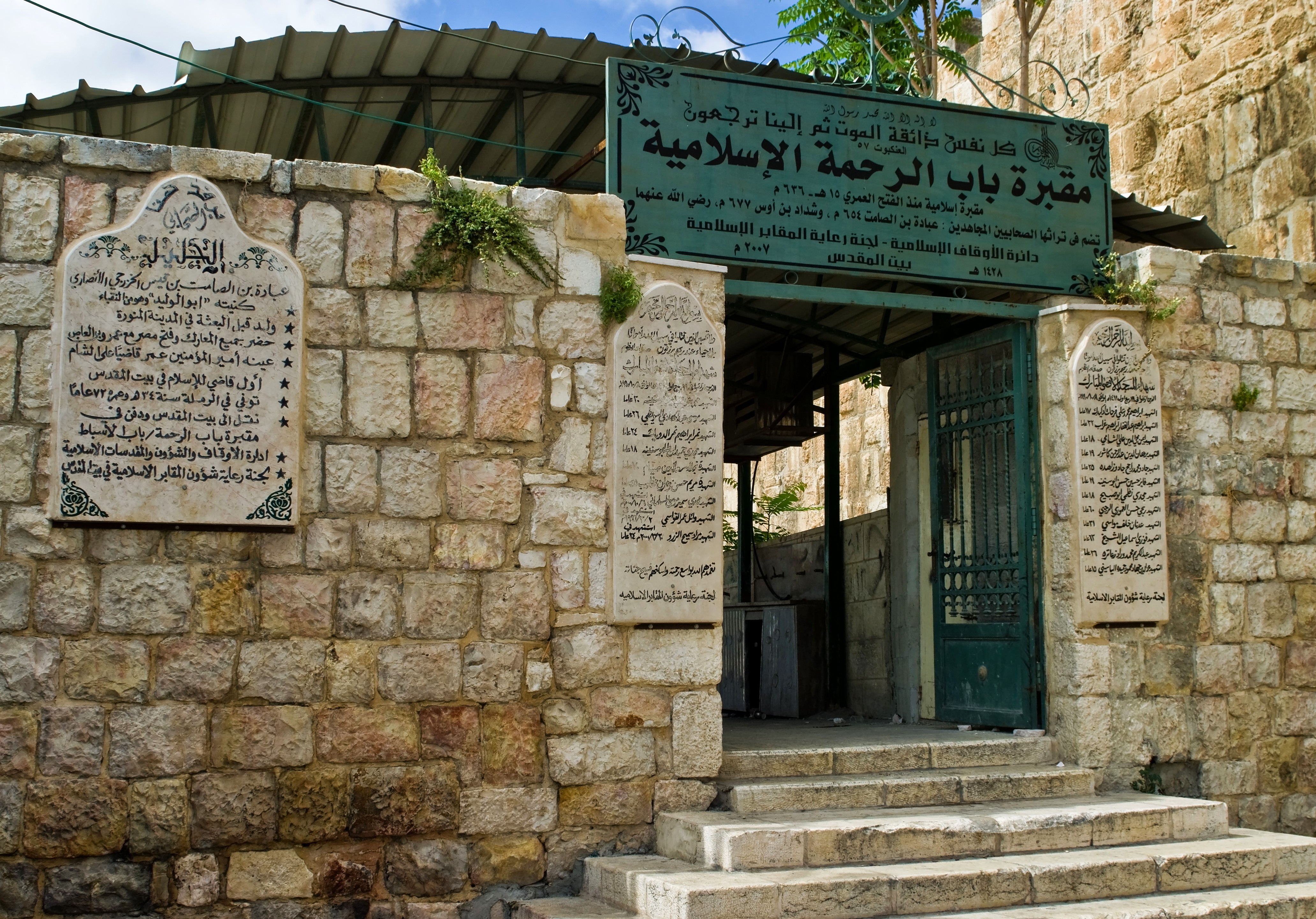
Cimetière de Bab al-Rahma où se trouve la tombe de ‘Ubada ibn Samit.

À la fin de sa vie, il se retire à Ramla en Palestine où il meurt en 655 à l'âge de 72 ans. Il est enterré au cimetière de Bab al-Rahma à Jérusalem.